# Zoosémiotique
La zoosémiotique est une discipline de la zoologie et de la sémiotique qui étudie la communication animale, à l'exception de celle de l'Homme. Cet aspect est quant à lui étudié par l'anthroposémiotique.
La zoosémiotique est une partie importante des sciences du langage (zoolinguistique) et de l'éthologie, qui étudie le comportement animal dans son ensemble, mais aussi de la sociobiologie et de l'étude de l'intelligence animale. C'est une sous-discipline de la biosémiotique et une discipline à part entière de la linguistique non-humaine.
La Société française de zoosémiotique, société savante, a été fondée en 2018 par deux sémioticiens, Astrid Guillaume, de Sorbonne Université, et Carlos Pereira, de Sorbonne nouvelle. Astrid Guillaume en est la présidente et Georges Chapouthier (CNRS), le vice-président. Elle réunit des chercheurs en sciences du langage et sciences du vivant et des technologies autour des zoolangages, zoocomportements, et la zooterminologie qui leur est associée.